# Poecilomigas abrahami
Poecilomigas abrahami är en spindelart som först beskrevs av O. Pickard-Cambridge 1889.  Poecilomigas abrahami ingår i släktet Poecilomigas och familjen Migidae. Inga underarter finns listade i Catalogue of Life.